# Zwierzyna płowa
Zwierzyna płowa – zwierzęta łowne z rodziny jeleniowatych, zwierzęta zrzucające poroże. W Polsce do zwierzyny płowej zaliczane są:
- łoś (Alces alces)
- jeleń szlachetny (Cervus elaphus)
- daniel (Dama dama)
- sarna (Capreolus capreolus).